# 雲林張派
雲林張派是中華民國目前最具影響力的政治家族之一，原屬雲林林派的張榮味在1999年補選中當選雲林縣縣長，雲林張派也正式浮上檯面，並長期支持藍營，至今仍在中華民國農漁會系統中佔有一定勢力。
自從2001年雲林縣長選舉中張榮味囊括超過六成的選票，雲林張派更是如日中天，從雲林縣議會、雲林縣議長，到雲林縣農會、雲林縣漁會、雲林農田水利會等全都收編。
2009年張榮味當選臺灣省商會理事長，形同囊括臺灣省商業會、中華民國農會和中華民國全國漁會以及農田水利會聯合會等全國性組織，從雲林縣發展出全國實力，設立雲林張派虎尾青埔服務團隊服務至今。
2024年與張派關係緊密的國民黨立委韓國瑜拿下立法院院長。

## 發展歷史

### 初期
1990年，張榮味當選雲林縣議員，隨即取得雲林縣議長寶座。1997年雲林縣長選舉同屬林派的蘇文雄獲得中國國民黨提名，因此得到黨務系統的全力支援，最終蘇文雄險勝退黨的張榮味贏得縣長寶座，但也證明張榮味擁有當縣長的實力。
1999年，蘇文雄於任內病逝舉行縣長補選，張榮味捲土重來以，於藍綠兩黨的夾殺下，仍然順利突圍，成功入主雲林縣政府，張派也正式浮上檯面。

### 第一次全盛時期
2001年，張榮味重返國民黨參與縣長選舉囊括超過六成的選票，以懸殊比數擊敗對手，蟬聯縣長寶座。副縣長高孟定也順利當選立法委員，期間更加入時為中央執政黨的民主進步黨，一度使張家勢力橫跨藍綠，勢力範圍遍布雲林縣議會和雲林縣農漁水利會等，形成一派超大的局面，開啟張派在雲林的「黃金時期」。
2003年，張榮味出任國民黨正副總統候選人連戰及宋楚瑜的雲林縣競選總部主委，因為當時雲林多數的政治勢力被張派壟斷，其他派系擔憂功勞又被張派獨佔，引發許派不滿暗扯後腿。結果連宋意外大輸八萬票，使得張榮味臉面無光，2004年立委選舉妹妹張麗善獲得雲林縣最高票當選，張派人馬張碩文和黃逢時也雙雙當選。
2005年，張榮味支持張清良接棒，最終國民黨提名許派的許舒博，張派選擇保持中立，部分系統暗中倒戈支持蘇治芬，一舉將許派勢力擊潰，成功聯合次要敵人整肅其他派系。2008年，立委選舉開始採用單一選區，雲林縣兩席立委均被張派推出的張嘉郡和張碩文包辦，可以說是大獲全勝。
2009年，張榮味當選臺灣省商會理事長，加上張派拿下的臺灣省農會總幹事、臺灣省漁會總幹事等，顯示張派對台灣政壇的影響力也越來越大，原本打算再由張麗善拿回雲林縣縣長寶座，卻因爆發嚴重內鬨導致立委補選落敗，導致張麗善臨時退出縣長選舉，加上馬英九極度厭惡地方派系，導致了張派的式微。

### 逐漸式微
2010年，雲林縣水利會長改選張榮味支持的林文瑞勝出，成功奪回版圖。2011年，斗六市長補選支持的謝淑亞勝出，穩住張派的政治實力。
2012年，張嘉郡以些微差距連任立法委員，這也顯示張派基層實力出現鬆動。
2014年，張麗善獲得國民黨提名參加雲林縣長選舉，許派的倒戈加上藍營大環境不佳的情況下敗選，不過張派成員組成的「誠信聯盟」政團成為雲林縣議會最大黨團，張榮味支持沈宗隆成功奪回議長寶座，謝淑亞也順利連任斗六市長，顯示張派基層實力堅強。
2016年，張榮味宣佈張嘉郡退出立委選舉，張派決定推派張鎔麒出征，最終仍然敗選，張麗善反而再次當選立法委員鞏固張家最後勢力。
2017年，全國漁會和全國農會選舉張派都大獲全勝，林啟滄順利當選中華民國全國漁會總幹事，張永成也順利連任中華民國農會總幹事。

### 趁勢回穩
2018年，張麗善獲得國民黨徵召參加雲林縣長選舉。就在選情升溫之際，主要操盤的張榮味突然判刑定讞震撼雲林政壇，打亂張家的選戰步調卻激起基層的向心力，張麗善於選前辭去立法委員，最終以近五萬票的差距擊敗對手李進勇當選。
2020年，由於受韓國瑜參選總統的爭議影響，參選立委的前立委張嘉郡和副縣長謝淑亞面臨泛綠大環境爆發性反彈的極大挑戰，不過前者僅以數千票之差落敗，後者亦保住過去曾執政的斗六市和古坑鄉的基本盤，相較上屆壓倒性的慘敗，本次得票保住基本盤的四成，顯示張派基層在政治大環境逆風之中仍有一定實力。
2022年，張麗善獲得國民黨提名爭取連任，其縣長任內施政滿意度高因此選情被看好，最終張麗善以五萬多票的差距再次勝出。
2024年，在張麗善支持下，丁學忠獲選雲林縣立法委員，同時張嘉郡跟許宇甄加上韓國瑜也順利當選立法委員

### 第二次全盛時期
2024年2月1日，受到國民黨支持下，韓國瑜獲選立法院院長。

## 家族
- 張派代表人物:
- 張榮味：張派掌門人，國民黨籍，曾任雲林縣縣長、雲林縣議長、臺灣省商業會理事長。
- 張麗善：張榮味胞妹，國民黨籍，現任雲林縣長，曾任立法委員[63]。
- 張嘉郡：張榮味女兒，國民黨籍，國民黨中央常務委員[64]，現任立法委員。[65][66]
- 張鎔麒：張榮味兒子，國民黨籍，曾參選立法委員[45]。
- 張永成：張麗善丈夫，現任中華民國農會總幹事
- 李派代表人物(雲林張派分支)：
- 李日貴：（前議員）
- 李佳芬：（國民黨籍，前議員）
- 韓國瑜：（國民黨籍，前高雄市市長，現任立法院長）[13]
- 李明哲：（國民黨籍，現任雲林縣議員）

## 派系人馬
- 張派代表人馬:
- 謝淑亞：中國國民黨籍，曾任斗六市長、古坑鄉長、雲林縣農會總幹事、雲林縣議員，現任雲林縣副縣長。
- 高孟定：無黨籍，曾任雲林縣副縣長、立法委員、國大代表。
- 黃逢時：中國國民黨籍，曾任立法委員、雲林縣政府首席顧問[67][68]。
- 張清良：中國國民黨籍，曾任雲林縣副縣長[24][69]、臺北農產運銷公司總經理，現任雲林縣政府首席顧問。
- 沈宗隆：中國國民黨籍，曾任雲林縣議會副議長[70]，前任雲林縣議長[40]。
- 林啟滄：中國國民黨籍，曾任雲林縣農會總幹事、雲林縣政府機要秘書，現任國民黨中常委、中華民國全國漁會總幹事[71]。
- 丁學忠：中國國民黨籍，曾任虎尾鎮長、虎尾鎮鎮民代表會主席、鎮民代表，現任立法委員。
- 許宇甄：中國國民黨籍，曾任雲林縣工商發展投資策進會總幹事、雲林縣婦工會總會長，現任立法委員。
- 李派代表人馬(雲林張派分支)：
- 白喬茵 ：中國國民黨籍，現任高雄市議員[72]
- 李明璇 ：中國國民黨籍，現任中國國民黨發言人[73]

## 參選紀錄
| 1997年雲林縣長選舉         | 張榮味 | 無黨籍     | 122,166   | 34.04% |  |          |
| 1999年雲林縣長補選         | 張榮味 | 無黨籍     | 137,106   | 37.90% |  |          |
| 2001年中華民國立法委員選舉 | 高孟定 | 無黨籍     | 33,961    | 10.04% |  |          |
| 2001年雲林縣長選舉         | 張榮味 | 中國國民黨 | 205,500   | 61.53% |  |          |
| 2004年中華民國立法委員選舉 | 張麗善 | 無黨籍     | 51,436    | 14.70% |  |          |
| 2004年中華民國立法委員選舉 | 張碩文 | 中國國民黨 | 42,221    | 12.07% |  |          |
| 2004年中華民國立法委員選舉 | 黃逢時 | 中國國民黨 | 3,190,081 | 32.83% |  | 政黨得票 |
| 2008年中華民國立法委員選舉 | 張嘉郡 | 中國國民黨 | 86,571    | 56.24% |  |          |
| 2008年中華民國立法委員選舉 | 張碩文 | 中國國民黨 | 79,138    | 49.11% |  |          |
| 2011年斗六市長補選         | 謝淑亞 | 中國國民黨 | 19,215    | 52.80% |  |          |
| 2012年中華民國立法委員選舉 | 張嘉郡 | 中國國民黨 | 90,811    | 50.44% |  |          |
| 2014年斗六市長選舉         | 謝淑亞 | 中國國民黨 | 31,440    | 55.56% |  |          |
| 2014年雲林縣長選舉         | 張麗善 | 中國國民黨 | 175,862   | 43.02% |  |          |
| 2016年中華民國立法委員選舉 | 張鎔麒 | 中國國民黨 | 69,614    | 43.80% |  |          |
| 2016年中華民國立法委員選舉 | 張麗善 | 中國國民黨 | 3,280,949 | 32.19% |  | 政黨得票 |
| 2018年雲林縣長選舉         | 張麗善 | 中國國民黨 | 210,770   | 53.83% |  |          |
| 2020年中華民國立法委員選舉 | 張嘉郡 | 中國國民黨 | 86,862    | 46.38% |  |          |
| 2022年雲林縣長選舉         | 張麗善 | 中國國民黨 | 207,519   | 56.57% |  |          |
| 2024年中華民國立法委員選舉 | 丁學忠 | 中國國民黨 | 84,376    | 47.77% |  |          |
| 2024年中華民國立法委員選舉 | 張嘉郡 | 中國國民黨 | 4,764,576 | 34.58% |  | 政黨得票 |
| 2024年中華民國立法委員選舉 | 許宇甄 | 中國國民黨 | 4,764,576 | 34.58% |  | 政黨得票 |